# Sandrine Dusang

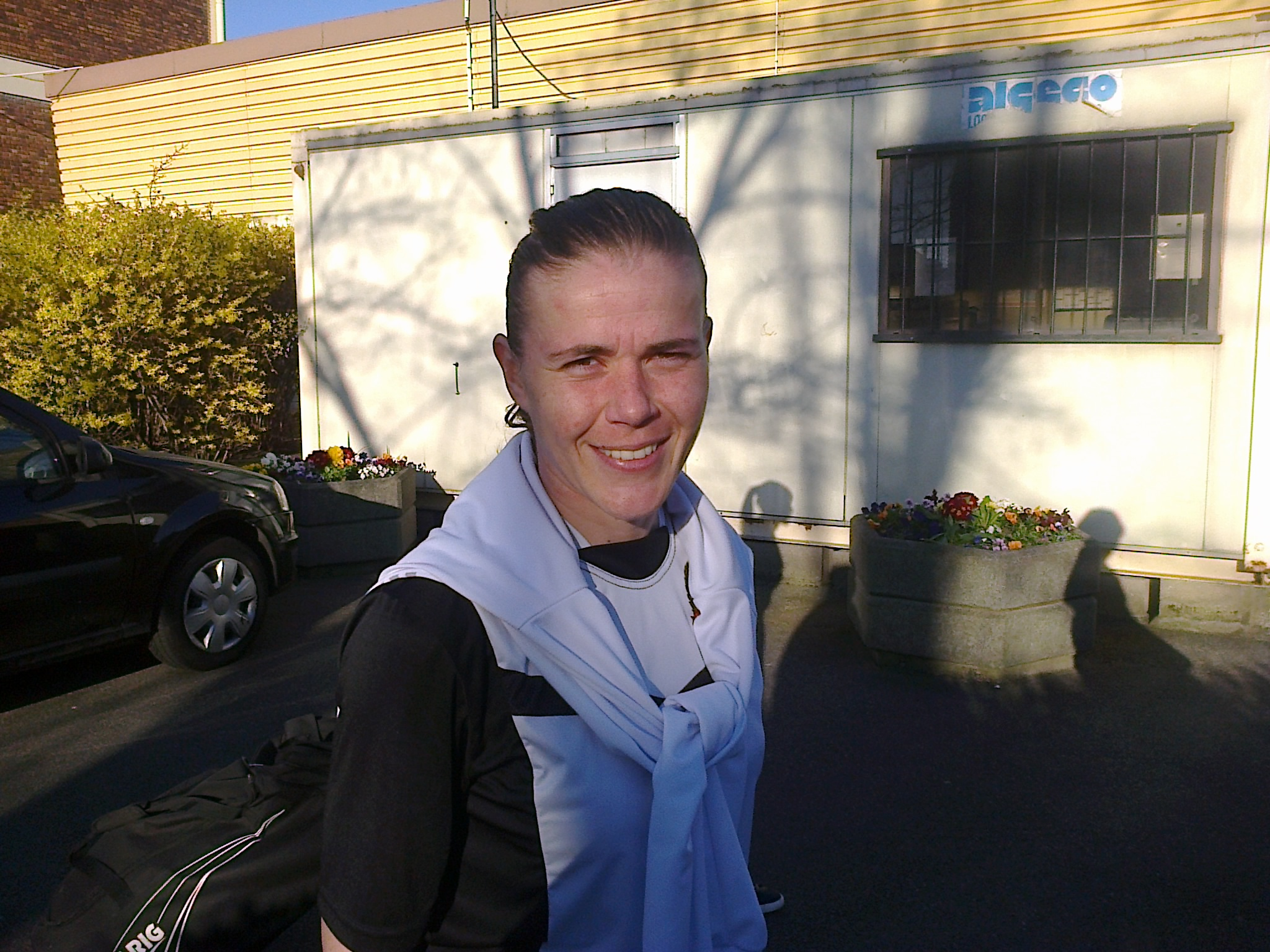
Sandrine Dusang

Sandrine Dusang (* 23. März 1984 in Vichy) ist eine ehemalige französische Fußballspielerin.

## Vereinskarriere
Sandrine Dusang begann als Neunjährige bei einem „Dorfverein“ aus Creuzier-le-Vieux am Nordrand ihrer Geburtsstadt mit dem Vereinsfußball. Mit 14 ging sie zur AS Moulins, und als die dortige Frauenfußballabteilung ein Jahr später geschlossen zur neu gegründeten FCF Nord-Allier aus Yzeure übertrat, vollzog sie diesen Schritt mit. Während ihrer Zeit bei diesem Verein (bis 2002) wurde sie zur A-Jugend-Nationalspielerin. Dann bekam sie einen Platz in der französischen „Nachwuchs-Kaderschmiede“ und spielte während der Saison 2002/03 auch für dessen Erstligateam CNFE Clairefontaine; in diesem Jahr bestritt die Außenverteidigerin zudem ihr erstes A-Länderspiel (siehe unten). Von dort verpflichtete sie zwölf Monate später der mehrfache Landesmeister FC Lyon, für den Sandrine Dusang 24 seiner 25 Punktspiele bestritt; die Division 1 beendete Lyon zwar nur als Vizemeister, dafür gewann sie aber ihren ersten nationalen Titel, den Landespokal. Gleich anschließend löste sich dessen Frauenfußballabteilung auf, und Dusang musste zum zweiten Mal in ihrer noch jungen Karriere aus diesem Grund den Verein wechseln.
Der Übertritt zum größeren und finanziell deutlich besser gestellten Lokalrivalen Olympique Lyon sollte sich für sie aber auch sportlich lohnen. Sie war bei „OL“ in den folgenden vier Saisons unangefochtene Stammspielerin mit insgesamt 73 Punktspielen sowie 14 eigenen Treffern. 2007 und 2008 gewann sie ihre ersten beiden französischen Meisterschaften, 2008 zudem auch erneut den Pokal und somit den Doublé. Dem schlossen sich vier Jahre an, in denen Sandrine Dusang immer wieder von Verletzungen gehandicapt war. So erlitt sie beispielsweise im August 2009 einen Kreuzbandriss, der sie die Teilnahme an der Europameisterschaft kostete, und nur drei Monate danach – gerade erst auf dem Weg der Rekonvaleszenz – warf ein Achillessehnenabriss sie erneut zurück. Von 2008 bis 2011 kam sie so lediglich noch auf 31 Punktspiele, drei Torerfolge und drei Meistertitel; bei Olympiques erstem Europapokalsieg (2011) bekam sie zwar auch eine Medaille überreicht, aber aktiv an diesem Erfolg mitwirken hatte sie nur in zwei Begegnungen auf dem Weg zum Finale können. In der Saison 2011/12 wurde sie sogar kein einziges Mal eingesetzt.
Anschließend verlängerte Lyon ihren Vertrag nicht mehr, und Dusang wechselte zum Juvisy FCF. Für die Franciliennes bestritt sie 2012/13 wenigstens wieder neun Liga-, zwei Landes- und drei Europapokalpartien, musste 2013/14 aber erneut eine längere Unterbrechung vom dritten bis zum 14. Spieltag hinnehmen.
2017 hat Sandrine Dusang ihre Spielerlaufbahn zumindest auf hohem Niveau beendet. Allerdings findet sie in Zusammenhang mit einem Sieg des korsischen Drittligisten Espoir Club Bastiais Sud in der Saison 2021/22 Erwähnung.

### Stationen
- AC Creuzier-le-Vieux (1993–1998)
- AS Moulins (1998/99)
- FCF Nord-Allier Yzeure (1999–2002)
- CNFE Clairefontaine (2002/03)
- FC Lyon (2003/04)
- Olympique Lyon (2004–2012)
- Juvisy FCF (2012–2017)
- EC Bastia Sud

## In der Nationalelf
Sandrine Dusang hat 2002 mit der französischen U-19-Auswahl an der
Europa- und der Weltmeisterschaft dieser Altersgruppe teilgenommen. Bei der Europameisterschaft stand sie in Frankreichs Endspielfrauschaft, die gegen ihre deutschen Kontrahentinnen mit 1:3 unterlag; bei der Weltmeisterschaft schied sie nach der Vorrunde aus. Nur ein gutes halbes Jahr später, im März 2003, berief Nationaltrainerin Élisabeth Loisel die Abwehrspielerin für ein Freundschaftsspiel gegen Finnland zum ersten Mal in die A-Nationalelf und wechselte sie wenige Minuten vor dem Schlusspfiff auch ein.
Bis zu ihrem zweiten Spiel im blauen Dress dauerte es dann elf Monate, aber von da ab war Dusang im Nationalteam gesetzt und versäumte für gut vier Jahre kaum eine Begegnung der Bleues, stand auch im französischen Aufgebot für die Europameisterschaft 2005 und bestritt in England sämtliche Gruppenspiele in der Anfangsformation. Loisels Nachfolger Bruno Bini vertraute gleichfalls auf die Stärken der Verteidigerin, bis deren Verletzungsmisere sich ab Mitte 2008 auch zunehmend auf ihre internationale Karriere auswirkte. So hatte Bini Dusang in seinen endgültigen Europameisterschaftskader 2009 berufen, als sie sich im Training das Kreuzband riss und der Nationalcoach an ihrer Stelle Laure Lepailleur nachnominieren musste. Deshalb erstreckten sich die letzten sechs ihrer insgesamt 47 A-Länderspiele über einen Zeitraum von zweieinviertel Jahren. Nach einem 3:0-Sieg gegen Schottland beim Zypern-Cup im März 2011 war dieses Karrierekapitel endgültig abgeschlossen. Zwar stand sie noch in Bruno Binis erstem, 36 Spielerinnen umfassenden Kader für die WM in Deutschland, im endgültigen Aufgebot aber nicht mehr.
Sandrine Dusang hat im Nationaltrikot nur ein Tor erzielt: das war der 2:1-Siegtreffer gegen Finnland beim Algarve-Cup 2005, den die Französinnen anschließend als Drittplatzierte beendeten. Gegen Mannschaften aus dem deutschsprachigen Raum kam sie nur zu drei Einsätzen – einem 2:1 2006 gegen Österreich und zweimal gegen Deutschland, wobei sie mit Frankreich bei der Europameisterschaft 2005 0:3 unterlag, beim Algarve-Cup 2007 hingegen 1:0 gewann.

## Palmarès
- Französische Meisterin: 2007, 2008, 2009, 2010, 2011 (zudem Vizemeisterschaft 2004)
- Französische Pokalsiegerin: 2004, 2008
- Europapokalsiegerin: 2011 (ohne Einsatz im Endspiel)
- 47 A-Länderspiele, 1 Tor für Frankreich